# روبرت ويلسون (لاعب اتحاد الرغبي)
روبرت ويلسون (بالإنجليزية: Robert Wilson)‏ هو لاعب اتحاد الرغبي نيوزيلندي، ولد في 15 أبريل 1861 في كايابوي ‏ في نيوزيلندا، وتوفي في 14 مايو 1944 في برث في أستراليا.